# Sefiroti u Kabali
Sefiroti (hebr: סְפִירוֹת; Sg: sefira, Pl: sefiroti) predstavljaju putove emaniranja Božjih atributa počam od En Sof i nastavljajući se kroz četiri svijeta (arba olamot). Podrijetlo sefirota, odnosno njihova sadržaja je u Bibliji, 1 Ljetopisa 29,11 gdje je riječ o Božjim atributima. Sefiroti nisu nikakva samostalna bića (hipostaze), ne mogu se osamostaliti i zadobiti neko izdvojeno postojanje a sebe, nego su tek putovi emaniranja Božjih atributa. Obično se grupiraju u takozvano "Stablo života" (חַיִים עֵץ ec hajim), ali ni ono nije nešto po sebi postojeće, nego predstavlja konfiguraciju sefirota. U cilju istraživanja naravi sefirota i njihovih međusobnih odnosa korisno je smještati ih u konceptualnu shemu stabla života.   

## Uvodno o Kabali
Kabala (קַבָּלָה) spada u duhovnu tradiciju židovstva koju čine Tanak (Stari zavjet: Tora, Proroci, Književnost), Talmud, Hagada. Sama riječ "kabala" potječe od glagola kbl (hebr: uzeti, prihvatiti, preuzeti, primiti). Kabala je mističko učenje, što znači da nije puka teorija, nego da se njeno znanje uspostavlja vjerodostojnim doživljajima sudionika: mističko znanje je ono koje je proživljeno u vlastitoj nutrini čovjekovoj. Kabala se povijesno javlja u XII st. (južna Francuska) i XIII. st (Španjolska), razvija se dalje u srednjem vijeku (Njemačka, Sefad u Izraelu), u hasidskom pokretu, sve do danas. Postoje tri vida Kabale: teorijski (teozofijski), kontemplativni (kabala ijunit)) i činidbeni (kabala ma'asit). Kabala je široko područje intelektualnog istraživanja i meditativnog prakticiranja, također i etičke i socijalne primjene, no, ona je ipak određena konkretnim pojmovnim okvirom kojeg čine temeljni pojmovi Kabale, a to su:  En Sof; Božji atributi; emanacija i stvaranje svijeta; deset sefirota, četiri svijeta (arba olamot), pet razina duše, praiskonski arhetip čovjeka (Adam Kadmon), parcufim (obličja sefirota), popravljanje svijeta (tikun olam). Važno je naglasiti da Kabala nije neka za stalno uspostavljena dogma, nego da je podložna mijenjanju, poboljšavanju, dorađivanju. Na neki način Kabala je uvijek nova - po tome što se u njoj mijenja ili nadopunjuje, i uvijek stara: po tome što čuva svoje temeljne postavke koje su tradicijom ustanovljene kao ispravne i korisne.

## En Sofi sefiroti
En Sof (עֵין סוֹף) je riječ koja označuje ono bezgranično(en=bez, sof=granica) što je prije svakog stvaranja, pa dakle i prije Boga kao aktera stvaranja. Ipak izraz En Sof se, u jednom smislu, koristi kao sinonim za Boga. Iz En Sofa, emanacijom proistječu svi svjetovi i sva bića u njima; riječ "emanacija" (hrvat: proistjecanje) označuje to da postoji jedan dinamički kontinuum od onog Najvišeg – En Sof, do onog najzemaljskijeg – to su sva bića u vidljivom svijetu, na pr. ljudsko tijelo. Stvari nisu strogo odvojene, nego se nalaze u dinamičkom tijeku od transcendencije do imanencije. En Sof (ono beskrajno, bezgranično) nije tek praznina, nego je naprotiv, punina Božjih atributa. Tih atributa Bog ima  bezbroj – kako to misli Spinoza u djelu Etika, ali se u Kabali govori samo o deset i oni su krajnje značajni kako za Božje stvaranje tako i za kabalističku sliku svijeta. U Bibliji, 1. Ljetopisa 29,11 govori se o temeljnim Božjim atributima:   
„Tvoji su, o Gospode, veličanstvenost (ljubav) – sefira Gedulla ( ili Hesed), i moć – sefira Gevura, i ljepota – sefira Tiferet, i pobjeda – sefira Necah, i slava (sjaj) – sefira Hod; jer tvoje je sve što je na nebu i na zemlji; tvoje je kraljevstvo – sefira Malkut, o Gospode, i ti si uzvišen nad svime kao poglavar svega (lekol leroš).“ (Prijevod prema www.machon-mamre)
Ako pogledamo u izvorniku onda ćemo za spomenute atribute naći riječi koje odgovaraju nazivima sefirota, tako:
| riječ u prijevodu | hebrejska riječ | odgovarajuća sefira |
| veličanstvenost   | hagedulla       | Hesed (ili Gedula)  |
| moć               | hagevura        | Gevura              |
| ljepota           | hatif'eret      | Tiferet             |
| pobjeda           | hanecah         | Necah               |
| slava (sjaj)      | hahod           | Hod                 |
| kraljevstvo       | hamamlaka       | Malkut              |

## Četiri svijeta
Najprije o tome što su to četiri svijeta, hebrejski: arba olamot). Četiri svijeta se mogu razmatrati pod vidom emanacije Božjih atributa preko sefirota, iskustva u duhu, duševnih moći, fiziologije i anatomije ljudskog tijela. Što se događa ako nešto drugo uzmemo u razmatranje, a ne više ljudsko tijelo? 
Na primjer, nebeska tijela koja stvara Bog. Više ne možemo proslijediti od sefirota, preko duha, duše, fiziologije i anatomije ljudskog tijela. nego moramo prijeći na Božje stvaranje – ne više emaniranje Božjih atributa – kroz četiri svijeta. Uzmimo za primjer Božje stvaranje dvaju „svjetlila na nebu“ (misli se na Sunce i Mjesec). U knjizi Postanak, 1,14 čitamo:
I reče Bog: “Neka budu svjetlila na svodu nebeskom da luče dan od noći, da budu znaci blagdanima, danima i godinama,...“
U svijetu Acilut (sam naziv označuje blizinu Bogu) razmatramo Božji govor: buduća svjetlila na nebu jesu izgovorena svjetlila u govoru Božjem, što znači da je lik svjetlila već prisutan u Božjem govoru.
U svijetu Beria Bog stvara svjetlo, izvodi ga iz svoje vlastite supstancije – one snage koja će biti oblikovana u buduća svjetlila.
U svijetu Jecira Bog iz svojeg uma izvodi oblik nebeskih tijela Sunca i Mjeseca koji će poslužiti oblikovanju prethodno proizvedene snage.
U svijetu Asija svjetlo (iz svijeta Beria)  zadobiva oblik (iz svijeta Jecira): oblikuje se snaga svjetla (ili: osnažuje se lik svjetlila) te nastaju dva svjetlila na nebu.
Možemo reći da je već u svijetu Acilut dana snaga za oblikovanje – izgovoreno nešto, i dan je lik za osnaživanje – nešto kao izgovoreno. Zaključno možemo kratko dati određenja četiri svijeta:
Acilut – blizina Božja, područje u kojem Bog svojim govorom izlazi vani;
Beria – svijet u kojem Bog iz samog sebe pro-izvodi snagu potrebnu za stvaranje budućih bića;
Jecira – svijet u kojem Bog iz vlastitog uma izvodi oblik potreban za oblikovanje snage;
Asija – svijet u kojem se dovršava stvaranje: snaga iz svijeta Beria biva oblikovana likom izvedenim u svijetu Jecira.
Proslijedimo put čovjekove spoznaje od Asija do Acilut svijeta.
1.     Asija je svijet stvorenih bića. Opažanjem bića oko sebe doznajemo da ona postoje, na primjer ova tu svijeća postoji.
2.     Jecira je svijet likova mišljenja, to jest, pojmova kojima biva oblikovana snaga; to jest, pojmovi postoje u mislećoj duši.
3.     Beria je svijet esencija koje zbiljski opstoje i djelatne su same po sebi – esencijali. To odgovara Platonovim idejama. Spoznaja koja odgovara svijetu Beria je kontemplacija, ono mišljenje koje esencijama pridaje snagu te ih čini esencijalima a oni odražavaju Božje atribute. 
4.     Acilut je svijet Božje blizine u kojem su prisutni sefiroti. Put mistike je taj koji nas vodi k spoznaji sefirota.
Mjesto u Bibliji gdje se daju naslutiti četiri razine stvaranja, dakle četiri razine svjetova :
„Sve, koji se zovu mojim imenom, koje sam na slavu svoju stvorio, oblikovao, načinio !“   Izaija 43:7
|                     | Hrvatski prijevod                  | tekst upućuje na razine svjetova (olamot) |
| ז כֹּל הַנִּקְרָא בִשְׁמִי: ,. | I sve koji se zovu mojim imenom, , | Acilut: Bog izgovara buduća bića          |
| , וְלִכְבוֹדִי בְּרָאתִיו    | i koje sam na svoju slavu stvorio, | Beria: Bog daje snagu za buduća bića      |
| יְצַרְתִּיו              | koje sam oblikovao                 | Jecira: Bog daje oblik budućim bićima     |
| אַף-עֲשִׂיתִיו           | da, i načinio .                    | Asija: Bog konačno učini bića             |

## Deset sefirota
| Ime sefirota | Na hebrejskom | Značenje             |
| ------------ | ------------- | -------------------- |
| Keter        | כטר           | Kruna                |
| Hokma        | חכמה          | Mudrost              |
| Bina         | בינה          | Intelekt (razum)     |
| Hesed        | חסד           | Milosrdna ljubav     |
| Gevura       | גבורה         | Strogost, pravednost |
| Tiferet      | תפארת         | Ljepota, sklad       |
| Necah        | נצח           | Pobjeda              |
| Hod          | חוד           | Slava                |
| Jesod        | יסוד          | Temelj               |
| Malkut       | מלכות         | Kraljevstvo          |

Pojam sefirota je jedan od temeljnih pojmova svake Kabale, pa se postavlja pitanje: Što su to u biti sefiroti?
Mnogi autori se slažu u tome da su sefiroti emanacije Božjih atributa, putovi očitovanja Božje biti. Tako Gershom Scholem, pionir u akademskom istraživanju Kabale, smatra da je riječ o "učenju o deset sefirota, moćima i načinima djelovanja živoga Boga," i dalje "Ove slike, pod kojima se Bog pojavljuje, nisu ništa drugo do li praslike svakoga bitka." Suvremeni istraživač Kabale, inače Scholemov učenik Moshe Idel, smatra da je dominantni pojam teozofijske Kabale "složena i dinamička struktura božjih moći poznatih pod /nazivom/ sefiroti." David Patterson govori o sefirotima kao "avenijama kroz koje Bog očituje sebe u svijetu." Sanford Drob, sklon, po svojoj struci, više psihologijskom tumačenju Kabalističkih simbola govori da su "sefiroti ne samo elementi svijeta nego i ljudskog uma." i, dalje postavlja pitanje "Što je to narav deset sefirota koja im omogućuje da služe kao gradivni blokovi stvaranja i kao sastavnice ljudskog uma?"

### Sefiroti - teorije nastanka
Na koji su način emanirali sefiroti?
Postoje dvije oprečne teorije o tome kako su sefiroti proistekli iz beskonačne, homogene i neiskazive cjeline -  En Sofa:
Prva je teorija koncentričnih krugova (iggulim) koja tvrdi da su iz En Sofa Božji atributi proistekli u koncentričnim krugovima; nakon povlačenja (sebe-izvlačenja: cim-cum) iz čitavog prostora punog prapočetnog, iskonskog svijetla (Or En Sof) nastao je prazan prostor, i u taj prostor emanirani su Božji atributi u slijedu koncentričnih krugova: Keter, Hokma, Bina, Hesed, i tako redom. Na kraju emanacije nastaje sefira Malkut u samom središtu praznog prostora.
Druga je teorija tri pravca (jošer) po kojoj su Božji atributi proistekli iz En Sofa i emanirali u prazan prostor u tri pravca (ili: stupa): desni, srednji i lijevi. Na desnom pravcu su emanirali Hokma, Hesed i Necah; na srednjem pravcu su emanirali Keter, Tiferet, Jesod i Malkut; na lijevom pravcu emanirali su Bina, Gevura, Hod. Taj slijed tri pravca (ili stupa) poprima na kraju obličje praiskonskog čovjeka (Adam Kadmon).

### Stablo života i sefiroti
Što je to stablo života (ec hajim) i otkuda mu taj naziv?
U Bibliji se prvi put spominje u knjizi Postanak 3,22: „Da ne bi pružio ruku, ubrao sa stabla života i živio navijeke!“
Postoji li neka veza između stabla života iz Post 3,22 i slike po kojoj je Bog stvorio čovjeka, naime Božje slike iz Post, 1,26:
„Načinimo čovjeka na svoju sliku, sebi slična,...“
Očito da vanjski izgled čovjeka nije kopija Božjeg lika; ako je Bog stvorio čovjeka na svoju sliku (becalmo od celem: statua, slika, kopija) to ne znači da Bog izgleda onako kako čovjek izgleda izvana. Kabbala tu vezu vidi u sefirotima, njih deset, koji su emanirani Božji atributi. Tih deset sefirota projicirani su u ljudsko tijelo. Ako se pogleda kako su projicirani onda ta struktura podsjeća na nekakvo stablo (ec), a budući su od životnog značaja za održanje čovjekova tijela onda je to stablo života. Sefiroti su kao nekakve grane koje se pružaju iz korijenja koje je u Bogu, a pritom je korijen svake pojedine grane neki od Božjih atributa.
Sefirote ne treba dijeliti po stupnju duhovnosti; sefira Hokma nije ništa duhovnija od sefira Jesod; jedna i druga imaju svoj tjelesni korelat, to jest, sežu sve do fizičke razine tijela u svijetu Asija. Hokma ima svoje fizičko sjedište u desnoj polutki velikog mozga, Jesod pak u reproduktivnim organima. Doduše, Hokma se odnosi na mudrost, a Jesod na spolnost, ali kakva je to mudrost koja uza sebe nema snagu spolnosti, i kakva je to spolnost koja se ne drži mudrosti?
Hokma i Jesod žive zajedno i zajedničkim djelovanjem održavaju život: mudrost postaje životnija, a život mudriji. Ne treba govoriti o sefirotima koji pripadaju samo svijetu Beria, u razlici spram sefirota koji pripadaju svijetu Asija. Naprotiv, svi sefiroti prolaze kroz sva četiri svijeta i u njima se očituju u skladu s naravi pojedinog svijeta, dakle, svaka sefira je „duhovna“ u svijetu Beria, „duševna“ u svijetu Jecira, „fizička“ u svijetu Asija. Ne postoje viši ili niži, uzvišeni ili prizemni sefiroti. Status neke sefira, koja je uvijek kanal emanacije nekog Božjeg atributa, ovisi o razini svijeta na kojoj se dotična sefira razmatra. Tako, na primjer, sefira Hokma na razini tijela očituje se kao desna polutka velikog mozga; sefira Jesod na razini svijeta Beria očituje se kao vrlina istinoljubivosti (emet). Što je tu onda više a što je niže? Božja mudrost je uzvišena u svijetu Beria (tome odgovara vrlina bitul), ali je isto tako i Božji atribut biti-svemu-temelj (sefira Jesod) uzvišen u svijetu Beria kao vrlina emet, iako se u svijetu Asija, na razini tijela, očituje kao reproduktivni fiziološki sustav i anatomski kao spolni organi.  
Ako smo sefirote prikazivali u funkciji svjetova (olamot), zašto ne bismo svjetove prikazivali u funkciji sefirota?
Kao što se svi sefiroti očituju u funkciji svjetova pa se na primjer, sefira Hokma, u svijetu Beria očituje kao nesebični stav duha (bitul), u svijetu Jecira kao uvid duše, u Asija svijetu kao organsko tkivo (koštana moždina) i dio tijela (desna polutka mozga), tako isto gledano simetrički, sva četiri svijeta (olamot) poprimaju svoja temeljna određenja po većoj uključenosti i jačoj prisutnosti pojedinih sefirota. Tako:
svijet Acilut biva određen blizinom Bogu po najjačoj prisutnosti sefira Keter;
svijet Beria biva određen kao „duhovni“ svijet po jačoj prisutnosti sefirota Hokma i Bina;
svijet Jecira biva određen kao više „duševni“ svijet po jačoj prisutnosti sefirota Hesed, Gevura, Tiferet, Necah, Hod, Jesod;
svijet Asija biva određen kao više „fizički“ svijet po jačoj prisutnosti sefira Malkut.

### Sefiroti nakon pucanja posuda (ševirat hakelim) - Parcufim
Prva emanacija koja pretpostavlja izvorno svjetlo (or) i posude (kelim) koje ga primaju ispala je tragičnom, naime, posude (sefirota) nisu mogle primiti toliko jako svjetlo od En Sofa pa su popucale i raspale se. Ono beskrajno (En Sof), ono Jedno - koje se sinonimno zove Bogom (ali ne uvijek) - odluči ponoviti proces emaniranja, ali sada tako da sefiroti budu udruženi u obličja zvanim parcufim (hebr: parcuf = lice). Tako Hokma postaje Abba ("Otac"), Bina postaje Imma ("Majka"), šest sefirota od Hesed do Jesod postaju Ze'ir Anpin ("Sin"), a zadnja sefira Malkut postaje Nukva ("Kći"). Nakon pucanja posuda po svijetu ostaju razbacane krhotine zvane ljuskama (klipot) i iskre svjetla zvane necocim. Zadaća i sveta dužnost čovjeka nakon pucanja posuda je skupljati iskre svjetla u svemu što susreće u svijetu, tako da i sam proces jedenja postaje svetim činom izdvajanja i asimiliranja u sebe iskri svjetla zatočenih u ljuskama namirnica. Taj čin popravljanja i spašavanja svijeta te vraćanje iz njegove razbijenosti u njegovo izvorno stanje zove se u Kabali Tikkun Olam. 

### Sefiroti u četiri svijeta
Sefiroti su emanacije Božjih atributa, izlaženje Boga iz samog sebe. U tom izlaženju Bog ostaje istovjetan sebi, ali je izvanjšten. Bog smješta svoje atribute u prostor što ga sam stvara izvlačenjem sebe iz jednog dijela prostora što ga obitava. Taj se događaj u Kabali zove cimcum. U taj, od sebe samog ispražnjeni prostor Bog otpušta svoje atribute dok ne postanu do kraja eksteriorizirani (izvanjšteni);  krajnje izvanjštenje je ovaj vidljivi svijeta – Asija. Čovjek je biće ovog svijeta (Asija), ali ne samo ovog, nego i svih svjetova na putu emanacije Božjih atributa iz stanja En Sof (beskonačnost) kroz svjetove Acilut, Beria, Jecira do Asija. Stoga je potrebno u ovom poglavlju razvidjeti kako se Božji atributi, emanirani u sefirote, očituju na svim razinama svjetova (olamot). 
U svijetu Acilut sefiroti se očituju po onome što stoji u blizini Boga, i to su Božja imena pripadna svakoj pojedinoj sefira. To su ona Božja imena koja su u svezi s Božjom djelatnošću; tako na primjer Bog u svom vidu milosrdne ljubavi imat će ime El (אל); u svom vidu mudrosti nosit će ime Jah (יהּ), i tako redom.
U svijetu Beria sefiroti se očituju u svom aspektu stvaralačke Božje snage.
U svijetu Jecira sefiroti se očituju u pogledu svojih likova, u smislu čistih likova (u Platona to su ideje) Božjih atributa.
U svijetu Asija sefiroti se očituju u konkretnim oprimjerenjima, tj. u konkretnim pojedinačnim bićima, pojavama, stvarima.

### Sefiroti u čovjeku
U sljedećoj tablici idemo od tijela do sefirota; pojedini dijelovi tijela pripisani su nekoj duševnoj funkciji u Asija svijetu – nju ću nazvati „duševna moć“. To što je sefira – emanirani Božji atribut – očituje se u čovjeku u jednom slijedu od unutarnjeg stanja duha, preko vani očitovane duševne moći (ili funkcije: njezine sposobnosti da se aktualizira na nekom vanjskom predmetu); u funkciji duševne moći primjerene fiziologije (tkiva ili organa), a ona je anatomski locirana u nekom dijelu tijela. Dakle, sefiroti (iz Boga emanirani atributi) očituju se u čovjeku kao:  
a)     unutarnje iskustvo duha
b)     duševna sposobnost
c)     fiziološki sustav (ili organska tvar)
d)    mjesto u tijelu: mozak, ruka, noga,...
Čitav slijed dajemo u sljedećoj tablici prema knjizi Yitzchak Ginsburgh: Body, Mind and Soul. Napominjemo da iz tablice izostavljamo sefira da'at, koja nije priznata od svih kabalista.
| Božji atribut emanira u Sefira | Unutarnje iskustvo duha                                      | Moć/sposobnost duše vezana uz sefira, | Mjesto u tijelu i fiziološki sustav |
| Kruna => Keter:                | kao vjera (emuna), najviši užitak (ta'anug), i volja (racon) | Transcendentna svijest                | vrh glave; respiratorni susatv      |
| Mudrost => Hokma:              | nesebičnost (bitul)                                          | Uvid                                  | desna hemisfera mozga; koštana srž  |
| Intelekt => Bina:              | radost (simha)                                               | Analiza                               | lijeva hemisfera mozga; krv         |
| Milosrđe => Hesed:,            | kao ljubav (ahava)                                           | Davanje                               | desna ruka; koštani sustav          |
| Moć, Sud => Gevura ili Din:    | kao strah Božji (jirah)                                      | Uskraćivanje                          | lijeva ruka; krvožilni sustav       |
| Ljepota => Tiferet:            | kao samilost (rahamim)                                       | Ravnoteža                             | grudi; mišićni sustav               |
| Pobjeda => Necah:              | povjerenje (bitahon)                                         | Svladavanje prepreka                  | desna noga; endokrini sustav        |
| Slava => Hod:                  | iskrenost(temimut) i ozbiljnost                              | Ustrajnost                            | lijeva noga; obrambeni sustav       |
| Temelj => Jesod:               | istina (emet) koja vodi k sebe-ispunjenju, a ne u iluzijama  | Sebe-ispunjenje                       | spolni organ; reproduktivni sustav  |
| Kraljevstvo => Malkut:         | kao poniznost (šiflut)                                       | komunikacija; sebe-izražavanje        | usta; probavni sustav               |

## Vanjske poveznice
Arhivirana inačica izvorne stranice od 16. siječnja 2019. (Wayback Machine) The Lurianic Kabbalah; ha-Olamot (Worlds)
 Four Worlds
http://www.newkabbalah.com/iggul.html  Arhivirana inačica izvorne stranice od 3. prosinca 2018. (Wayback Machine)